# Mezquita Menara Kudus

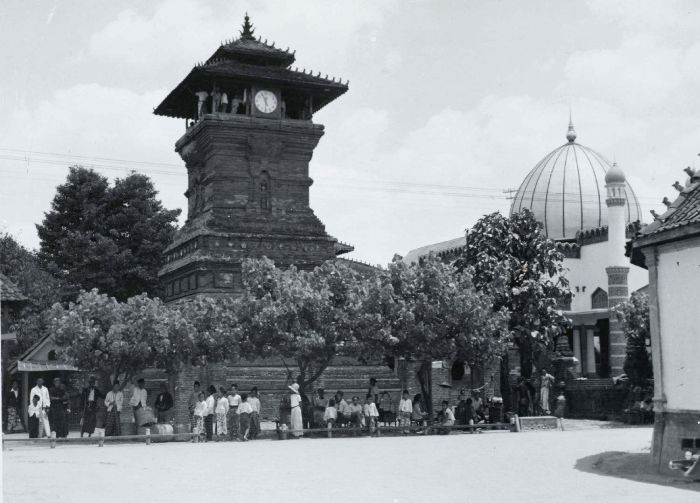
El único minarete de estilo Imperio Madjapahit budista-hindú, con la mezquita de arquitectura mogola de fondo.

La mezquita Menara Kudus o de Al-Manar es una mezquita situada en Kudus (Java Central, Indonesia). Construida en 1549, durante la extensión del islam en Java, se trata de una de las más antiguas de Indonesia. En ella está la tumba de Sunan Kudus, uno de los Wali Sanga (nueve santos) del islam venerados en la isla, y es por ello un lugar de peregrinación.
Los elementos preislámicos de la arquitectura sugieren que el complejo ha incorporado una estructura preexistente Hindú-Javanesa.

## Galería

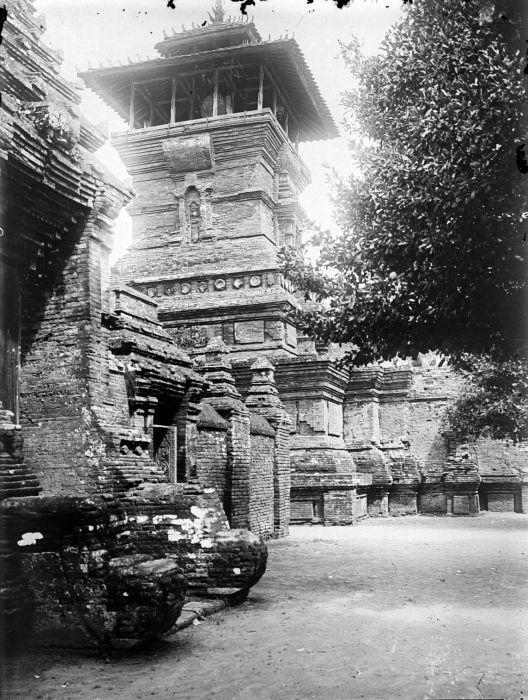
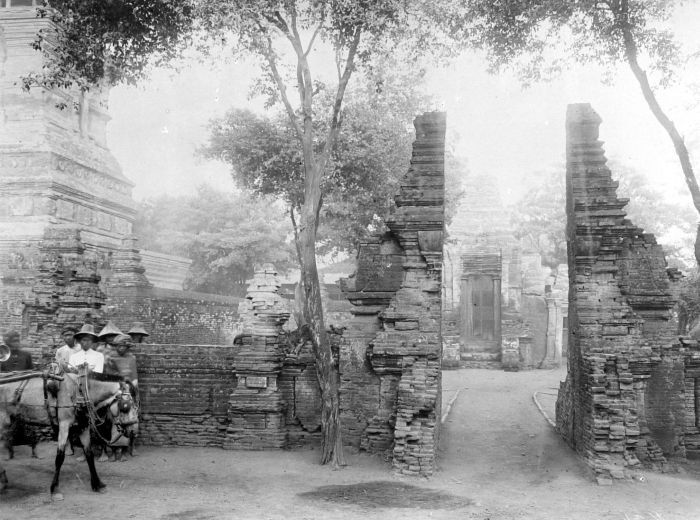
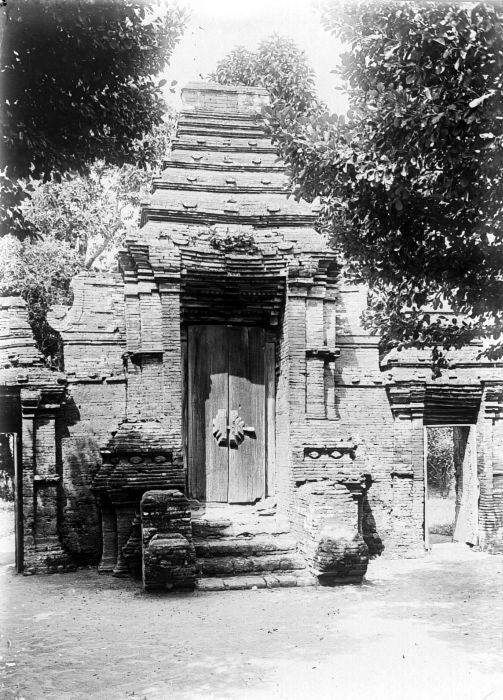
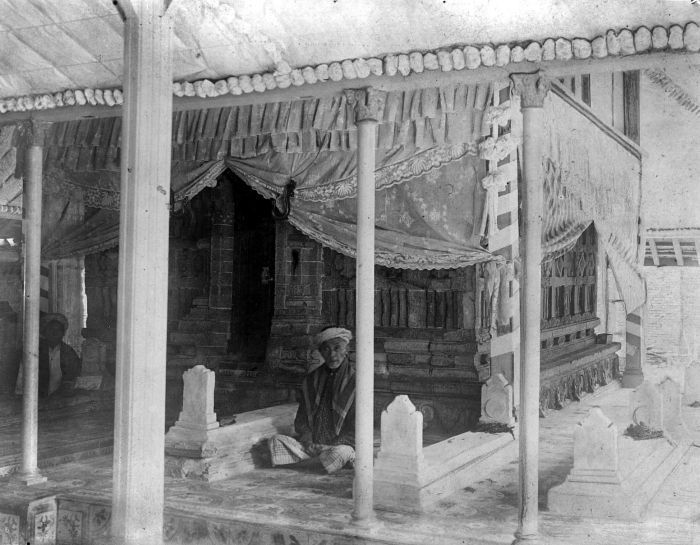